# Principe physique
On nomme principe physique une loi physique apparente qu'aucune expérience n'a invalidée jusque-là bien qu'elle n'ait pas été démontrée, et qui joue un rôle voisin de celui d'un postulat en mathématiques.
La physique s'appuie sur plusieurs de ces principes, tels que le principe d'inertie, les principes de la thermodynamique ou le principe d'exclusion de Pauli. La constance de la vitesse de la lumière quel que soit l'observateur galiléen considéré, jamais invalidée par l'expérience, est un principe de la relativité restreinte et non une de ses conséquences.
Un principe peut avoir un champ de validité limité. Par exemple, le principe de conservation de la masse est valable en physique classique, mais invalide en relativité, où l'on rencontre la formule d'Einstein sur l'équivalence masse-énergie, E=mc2 ; dans ce cas, le principe qui prévaut est celui de la conservation de l'énergie. Au contraire, le postulat de conservation de la charge électrique semble vrai en physique classique comme en physique relativiste.
Parfois, un principe peut être démontré à partir d'un ou plusieurs autres, à charge au physicien de choisir le principe de base pour ses raisonnements. Par exemple, le principe de moindre action est équivalent au principe fondamental de la dynamique associé au principe de d'Alembert.

## Exemples de principes scientifiques

### Thermodynamique
- Premier principe de la thermodynamique
- Deuxième principe de la thermodynamique

### Mécanique
- Principe fondamental de la dynamique
- Principe de l'action et de la réaction
- Principe d'inertie
- Principe de d'Alembert
- Principe de réactivité et de sélectivité
- Principe de correspondance

### Cosmologie
- Principe de relativité de Galilée et principe de covariance générale
- Principe d'équivalence local entre gravitation et référentiel accéléré
- Principe de moindre action
- Principe de Copernic
- Principe cosmologique
- Principe cosmologique parfait
- Principe de médiocrité

### Mathématiques
- Principe de causalité
- Principe de Fermat
- Principe de Curie